# Ventricul unic
Ventriculul unic este o malformație cardiacă congenitală rară, care constituie puțin peste 1% din bolile cardiovasculare congenitale. Ventriculul unic funcțional poate fi morfologic drept sau stâng. Celălalt ventricul este de obicei hipoplazic și/sau insuficient funcțional. Prin urmare, există mai multe subtipuri ale bolii, în funcție de care ventricul este subdezvoltat.
Ventriculul unic cu ventriculul stâng funcțional:
- Atrezie pulmonară
- Atrezie tricuspidală
- Ventriculul stâng cu intrare dublă
- Ventriculul stâng cu dublă ieșire

Ventricul unic cu ventricul drept funcțional:
- Sindromul hipoplastic al inimii stângi
- Ventricul drept cu dublă intrare
- Ventriculul drept cu dublă ieșire
- Sindromul de heterotaxie cu ventricul unic[2]

## Fiziopatologie
La nou-născuții cu ventricul unic, fluxul sanguin sistemic și pulmonar se amestecă unul cu celălalt în ventriculul unic funcțional, rezultând saturații de oxigen sistemice mai scăzute (75-85%). Ventriculul unic asigură astfel atât fluxul sanguin sistemic, cât și cel pulmonar.

## Tratament
Din cauza diferitelor tipuri de boli cardiace cu un singur ventricul, tratamentul trebuie să fie individualizat. De obicei, acesta presupune o intervenție chirurgicală pe cord deschis. Scopul este de a permite ventriculului funcțional să alimenteze circulația sistemică și de a conecta venele sistemice la arterele pulmonare. Sângele dezoxigenat din venele sistemice curge direct în plămâni, fără a trece prin inimă. Sângele oxigenat se întoarce apoi la inimă și intră în circulația sistemică. Deși intervenția chirurgicală depinde de subtipul acestei maladii, pentru remedierea acestor defecte se utilizează orice combinație a trei proceduri generale:
- Etapa I - procedura Norwood
- Etapa II - procedura Glenn
- Etapa III - procedura Fontan [4]

## Prognostic
Diagnosticul prenatal este asociat cu o supraviețuire mai mare la nou-născuții cu fiziologie de ventricul unic. Rezultatul și speranța de viață depind în mare măsură de subtipul morfo-funcțional de bază și de caracteristicile individuale. Mai mult de jumătate supraviețuiesc doi ani, cu o durată medie de supraviețuire până la 30-40 de ani.